# تخم‌مرغ کره‌ای
تخم مرغ کره ای (فنلاندی: munavoi , استونیایی: munavõi) مخلوطی از کره و تخم مرغ آب‌پز سفت خرد شده‌است. در غذاهای فنلاندی و غذاهای استونیایی به خوبی شناخته شده‌است.
در فنلاند، کره تخم مرغ معمولاً روی خمیرهای داغ کارلیایی پخش می‌شود. در استونی، کره تخم مرغ و لیب (نان چاودار تیره) به‌طور سنتی در وعده غذایی یکشنبه عید پاک گنجانده می‌شود.